# HammerFall
HammerFall é uma banda sueca de power metal. Foi criada em 1993, quando Oscar Dronjak saiu da banda Ceremonial Oath e convidou Jesper Strömblad (do In Flames, e também um integrante original da banda Ceremonial Oath) para um novo projeto musical que ele estava idealizando.

## Biografia

### Início eGlory to the Brave(1993-1997)
A banda foi iniciada em 1993, e três anos mais tarde, após ter duas de suas músicas gravadas ao vivo num vídeo enviadas para Toel Van Reijmersdal do selo holandês Vic Records, ele ofereceu à banda um contrato.
O verão e outono de 1996 foram gastos escrevendo, ensaiando e confeccionando o álbum de estreia que logo sairia, intitulado "Glory to the Brave". As canções gravadas durante dezesseis dias de novembro foram: "The Metal Age", "Unchained", "HammerFall", "Child of the Damned", "Steel Meets Steel", "The Dragon Lies Bleeding", "I Believe", "Stone Cold" e "Glory to the Brave". Todas as faixas são originárias do HammerFall, exceto "Child of the Damned", que é um tributo à banda Warlord.
As letras, de autoria principalmente do vocalista Joacim Cans, lidam com assuntos que vão de guerreiros com suas espadas até viagens entre dimensões, homenagens ao Heavy Metal e a inconsolável perda de pessoas amadas.
Em Janeiro de 1997, o selo alemão Nuclear Blast se aproximou mais da Vic Records e, consequentemente do HammerFall, mostrando grande interesse no produto. O encontro resultou num lançamento licenciado de seu CD de estreia e um álbum de 4 faixas logo em seguida.

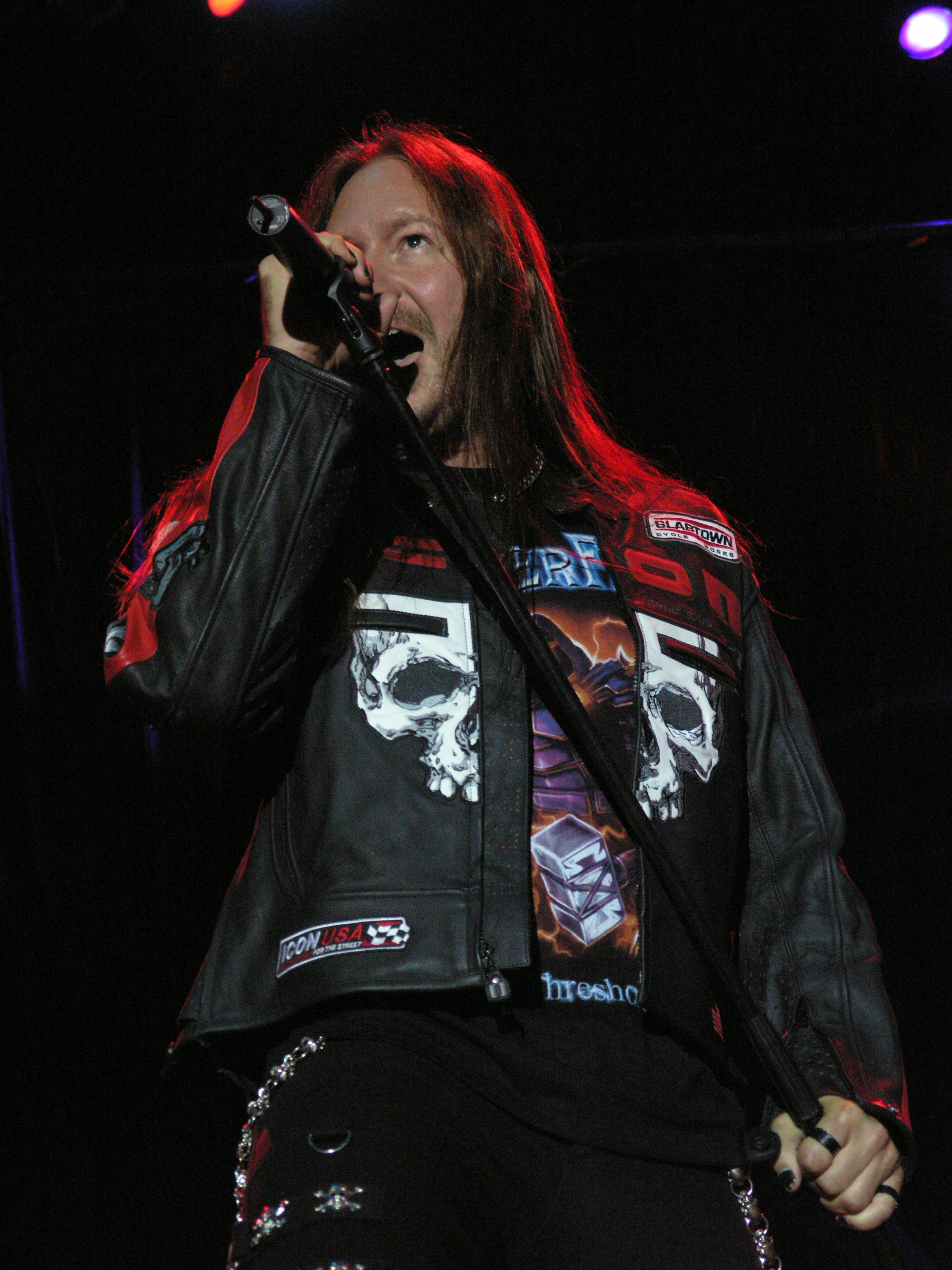
Joacim Cans durante show em 2007

Através dos anos, a banda teve algumas mudanças na line-up, mas em 1998 consiste em: Joacim Cans - Vocais, Oscar Dronjak - Guitarra, Stefan Elmgren - Guitarra, Patrik Räfling - bateria. O baixista que toca no CD, Fredrik Larsson, deixou a banda, e sua posição é ocupada por Magnus Rosén, que já trabalhou com Mark Boals, Jörg Fisher e Anders Johansson. Há também, um sexto membro, Jesper Strömblad (do In Flames). Embora não mais um membro ativo da banda, Jesper participa no processo de escrita de músicas junto com Oscar e Joacim, na intenção de preservar a fórmula especial que faz o HammerFall.

### Legacy of  Kings-Renegade(1998-2001)
As pessoas tendem a caracterizar a música da banda como Heavy Metal clássico e nada poderia ser mais perto da verdade. Entre algumas influências se orgulham de listar Manowar, Helloween, Accept, Judas Priest, e Stormwitch. Também levam em consideração fontes de inspiração como Dio, Riot, Running Wild, Warlord e, claro, Iron Maiden.
Em 1998, o quinteto lança "Legacy of Kings", um CD de Power Metal. Entre as faixas de destaque, podemos citar "Legacy Of Kings", "Let The Hammer Fall", "Heeding The Call", "Stronger Than All", "At The End Of The Rainbow" e a balada "Remember Yesterday".
Um ano depois, HammerFall faz uma participação a um tributo ao Helloween tocando "I Want Out", que se tornou Single sendo lançado no mesmo ano.
Em 2000 lançam "Renegade", tendo como faixas de destaque a faixa título "Renegade", "The Way Of The Warrior" e "Templars Of Steel", contendo solos com mais velocidade, mas não tanto peso como no álbum anterior. O disco foi sucesso de vendas em toda a Europa e na América do Sul.

### Crimson  Thunder-Chapter V-Threshold(2002-2006)
Dois anos após "Renegade", a banda lança seu mais novo petardo "Crimson Thunder". Em "Crimson Thunder" há faixas que já nasceram clássicas do HammerFall, como: "Hearts of Fire", "The Unforgiving Blade", "Trailblazers", "Angel OF Mercy" (cover do Chastain) e a balada "Dream Comes True".
No meio da década a banda presenteia os fãs com mais dois álbuns: Chapter V: Unbent, Unbowed, Unbroken em 2005, que conta com a participação de Cronos (Venom) em "Knights Of The 21st Century"; e Threshold em 2006.
No dia 6 de março de 2007, no site oficial do HammerFall, foi postado que o baixista Magnus Rosén estava deixando a banda, alegando que teria outros projetos como escrever músicas e ser criativo em outras bandas que permitam tal coisa.
Dia 10 de abril de 2007, foi anunciado o "novo" baixista da banda, seu nome é Fredrik Larsson, antigo integrante com o qual a banda lançou o álbum Glory to the Brave (1997). Voltando ao HammerFall depois de 10 anos

### Steel Meets SteeleMasterpieces(2007-2008)
Em outubro de 2007, foi lançado um CD duplo de coletâneas intitulado "Steel Meets Steel - Ten Years Of Glory" em comemoração aos 10 anos da banda, que possui 29 músicas seguindo a sequência de cada álbum lançado, 2 músicas novas "Restless Soul" e "Last Man Standing" e uma nova versão da "HammerFall", além de um vídeo bônus com várias fotos inéditas.
No dia 3 de março de 2008, o guitarrista Stefan Elmgren anuncia sua saída da banda para se dedicar à aviação profissional.

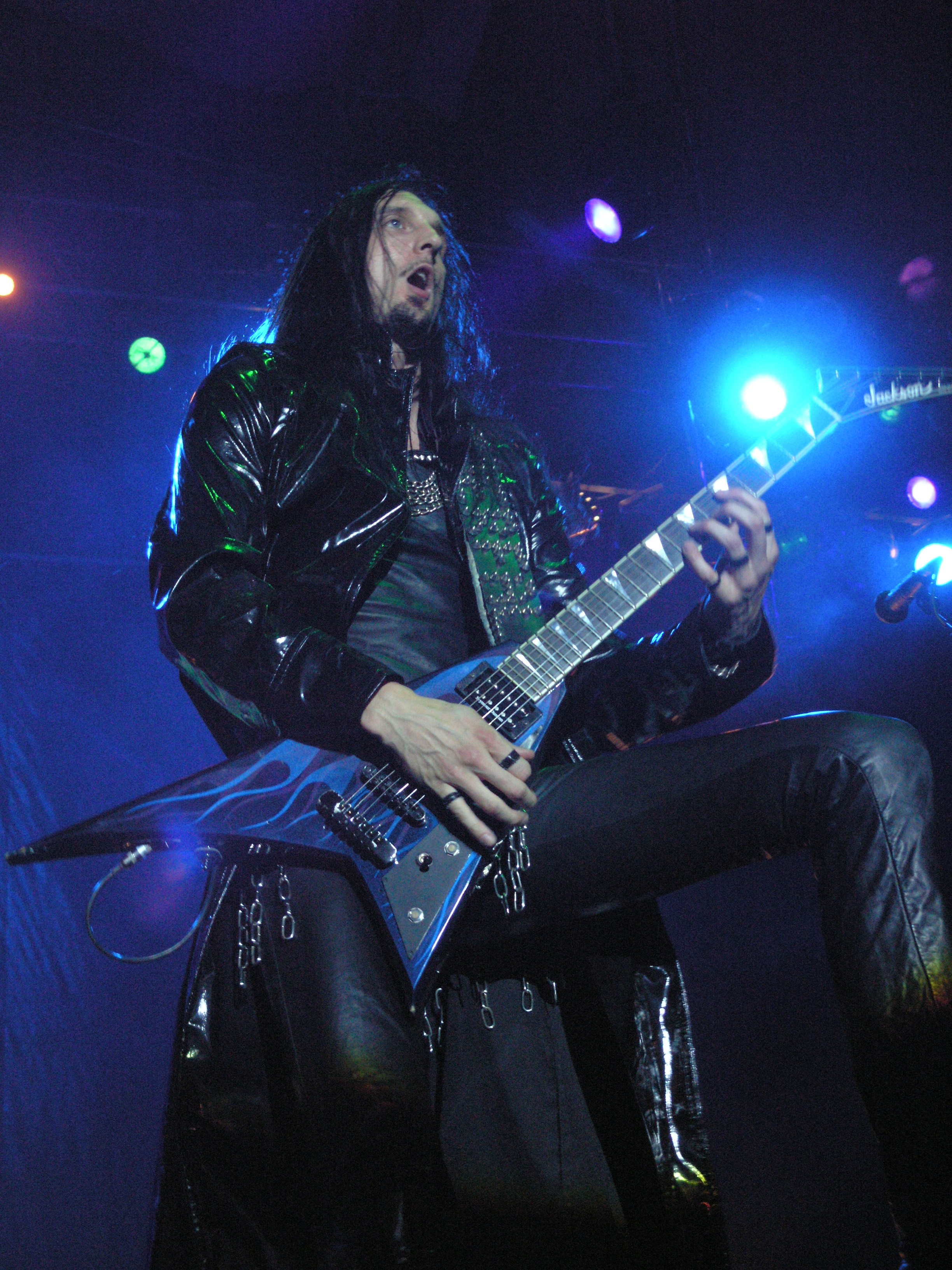
Oscar Dronjak durante apresentação em 2007

Dia 21 de abril de 2008 foi anunciado o guitarrista que substitui Stefan Elmgren, ele se chama Pontus Norgren, integrante da banda The Poodles.
Em 27 de Junho saiu o novo DVD intitulado "Rebels With A Cause - Unruly, Unrestrained, Uninhibited", que possui o documentário da banda, além de vários videoclipes, shows, vídeos da internet e galeria de fotos. Também foi lançado juntamente o CD "Masterpieces", uma coletânea de músicas cover que o HammerFall lançava como bônus em seus álbuns, que conta com quatro músicas inéditas: När Vindarna Viskar Mitt Namn (Roger Pontare), Flight Of The Warrior (Riot), Youth Gone Wild (Skid Row) e Aphasia (Europe).

### No Sacrifice, No Victory-Infected(2009-2012)
Em 11 de agosto de 2008 iniciaram as gravações do novo álbum do HammerFall. Intitulado "No Sacrifice, No Victory", o álbum foi lançado dia 20 de fevereiro de 2009, marcando o retorno o do baixista Fredrik Larsson e o primeiro com  novo guitarrista Pontus Norgren. Destaque para algumas faixas como: "Any Means Necessary", "Legion", "Hallowed Be My Name", "No Sacrifice, No Victory" e "Life Is Now".
No dia 20 de maio de 2011, é lançado o álbum "Infected", que tem como produtor James Michael, que já trabalhou com as bandas Mötley Crüe, Meat Loaf e Scorpions. O álbum marca um novo lado do HammerFall, deixando o tradicional mascote Hector e a temática épica e medieval para entrar em temas como filmes de terror e assuntos sobre a sociedade atual. A primeira edição do álbum teve tiragem limitada e incluiu um DVD com material inédito.
Em 28 de Julho de 2012, no anfiteatro sueco Dalhalla, a banda fez uma apresentação em comemoração aos 15 anos do lançamento do álbum "Glory To The Brave". O show resultou no CD e DVD "Gates of Dalhalla". Na semana seguinte tocaram no Wacken Open Air na Alemanha.
O vocalista Joacim divulgou que o HammerFall não faria nenhuma atividade no ano de 2013, tirando o tempo para a aproveitar com a família e com outros trabalhos, retornando somente em 2014. Oscar escreveu um livro sobre o HammerFall, Legenden om HammerFall (em português: "A Lenda do HammerFall), que foi publicado em 24 de outubro e fala sobre o eventos da banda nos 16 anos que se passaram, mas ainda só existe no idioma sueco.

### (r)Evolutione atividade recente  (2014-presente)
Em 2014 a banda anuncia o retorno às atividades, já com show marcado para a 25ª edição do Wacken Open Air (2014). Foi anunciado em seu site oficial que o novo disco seria lançado em 29 de agosto do mesmo ano e que seu título seria (r)Evolution. O HammerFall decidiu trabalhar novamente com Fredrik Nordström, que havia produzido seus dois primeiros álbuns, e também foi o primeiro disco desde "Renegade" (2000) a contar com uma capa desenhada por Andreas Marschall. Voltando mais às raízes depois dos dois últimos lançamentos, "(r)Evolution" trouxe novamente o som tradicional do início da carreira somado aos experimentos mais recentes.
(r)Evolution teve grande êxito mundial, ficando no topo  das paradas da Suécia e da Billboard Heatseekers Chart, bem como no Top 5 de vários outros países. A turnê subsequente, nomeada World Wide (r)Evolution 2014-15, representou o retorno do HammerFall à América do Sul junto a Edguy e Gotthard, seguido por muitos shows em solo europeu durante 2015. Após a saída repentina do baterista Anders Johansson poucos depois do lançamento do disco, David Wallin substituiu-o e permanece no grupo desde então. Por volta da mesma época, o antigo guitarrista Stefan Elmgren entrou no lugar do baixista Fredrik Larsson, que passou alguns meses fora do grupo devido a problemas familiares. Atualmente o HammerFall segue com sua turnê mundial, passando até pela Austrália.

## Integrantes

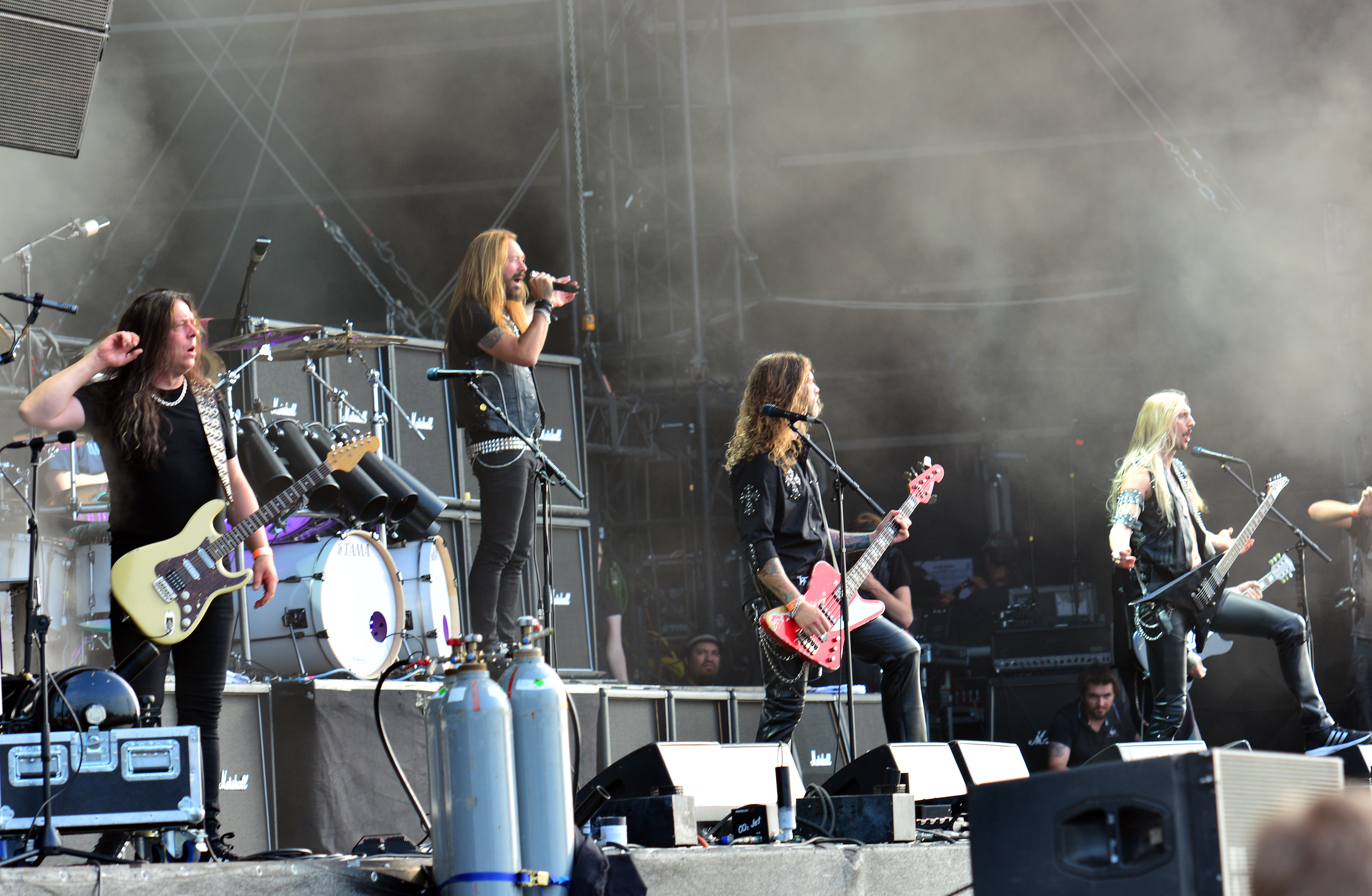
Hammerfall no Wacken Open Air 2014

### Formação atual
- Joacim Cans - Vocais (1996-hoje)
- Oscar Dronjak - Guitarra, backing vocals (1993-hoje)
- Pontus Norgren - Guitarra (2008-hoje)
- Fredrik Larsson - Baixo, backing vocals (1994-1997, 2007-hoje)
- David Wallin - Bateria (2014-2016, 2017-hoje)

### Ex-integrantes
- Mikael Stanne - Vocais (1993-1996)
- Jesper Strömblad - Bateria (1993-1997)
- Johan Larsson - Baixo (1993-1994)
- Niklas Sundin - Guitarra (1993-1995)
- Glenn Ljungström - Guitarra (1995-1997)
- Stefan Elmgren - Guitarra (1997-2008), baixo (2014)
- Patrik Räfling - Bateria (1997-1999)
- Magnus Rosén - Baixo (1997-2007)
- Anders Johansson - Bateria (1999-2014)
- Johan Koleberg - Bateria (2016-2017)

## Discografia
Álbuns de estúdio
- Glory to the Brave (1997) (Vinyl, Red Vinyl, CD, Shaped CD, Picture Disc, Deluxe Edition & Value Box)
- Legacy of Kings (1998) (Vinyl, CD, Shaped CD, Picture Disc, Deluxe Edition, Box & Value Box)
- Renegade (2000) (Vinyl, Blue Vinyl, CD, Shaped CD & Picture Disc)
- Crimson Thunder (2002) (Vinyl, CD, CD Digipack, Shaped CD, Picture Disc, Box Comic Book, Box Leather Bound Comic Book, Golden Edition, Value Box & DVD Audio)
- Chapter V: Unbent, Unbowed, Unbroken (2005) (CD, CD Digipack, Picture Disc, Box & DVD Audio)
- Threshold (2006) (CD, CD Digipack, Picture Disc e Box)
- No Sacrifice, No Victory (2009) (CD, Vinyl, Deluxe Edition & Noble Box)
- Infected (2011) (CD, Red Vinyl, Deluxe Edition & DVD)
- (r)Evolution (2014) (CD, Vinyl)
- Built to Last  (2016)
- Dominion (2019) (Box, Dlx, Ltd + CD, Album, Ltd, Dig + Cass)